# Google Kalender
Google Kalender är Googles webbaserade kalendertjänst. Tjänsten blev tillgänglig den 13 april 2006, men först 3 år senare, den 7 juli 2009, gick den ur beta-versionen. Tjänsten är öppen för vem som helst att använda, allt som behövs är ett Google-konto.
För att kunna boka in videomöten med öppna protokoll kräver Google dock att man abonnerar på Google Workspace, annars är man begränsad till Googles egen videokonferensteknik Hangouts.
Tjänsten finns tillgänglig på många olika språk. Bland dessa finns svenska, finska, engelska, franska, spanska, norska, kinesiska (både traditionell och förenklad) samt tyska.

## Funktioner
- Kunna se, lägga till och ändra händelser via ett AJAX-drivet gränssnitt.
- Se kalendern i vecko-vy, månads-vy eller daglig agenda.
- Kunna kommentera och lägga till anteckningar till olika händelser.

## Kompatibilitet
Eftersom Google Kalender är webbaserat, kan det köras under de flesta operativsystem förutsatt att det finns en webbläsare installerad som har stöd för javascript och cookies.
Google Kalender stöder CalDAV genom att använda Ical 3.x.